# Ramayana

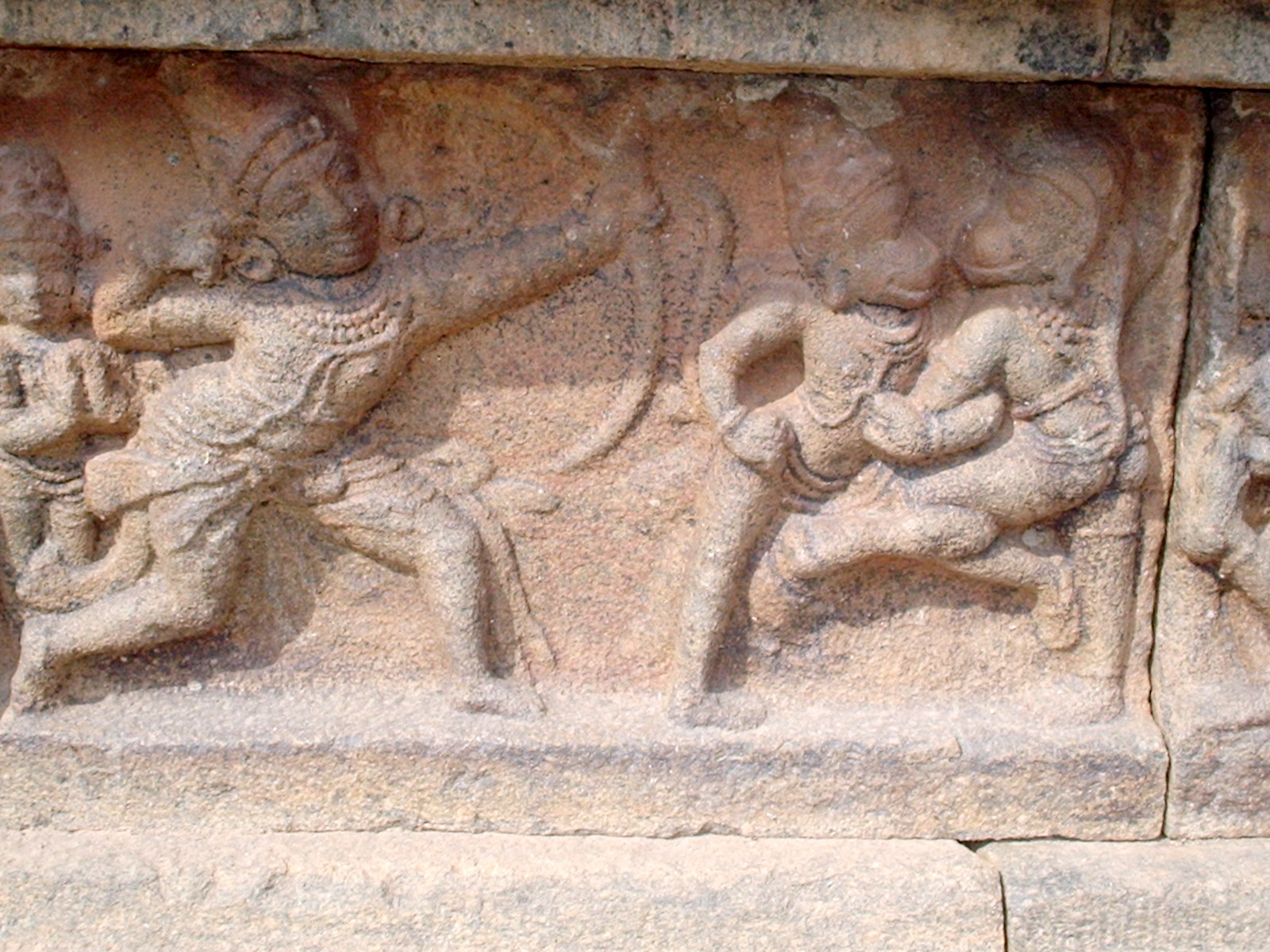
Illustrierender Fries des Ramayana, Airavatheeswara

Das Ramayana (Sanskrit रामायण rāmāyaṇa, für „der Gang Ramas“) ist nach dem Mahabharata das zweite indische Nationalepos. Im Gegensatz zum Mahabharata handelt es sich um eine Kunstdichtung (Adikavya). Als Autor der ältesten und bekanntesten Version ist Valmiki verbürgt. Die genaue Entstehungszeit ist unklar, sie liegt zwischen dem 4. Jahrhundert v. Chr. und dem 2. Jahrhundert n. Chr. Seine heute bekannte Form (mit sieben Büchern) dürfte das Ramayana im 2. Jahrhundert n. Chr. erreicht haben.

## Textgeschichte
Das Ramayana Valmikis enthält sieben Bücher mit etwa 24.000 Versen (Shlokas). Man geht davon aus, dass das erste und siebte Buch nicht auf Valmiki zurückgehen, sondern später angefügt wurden. Nur im ersten und siebten Buch wird Rama als göttliches Wesen, als Inkarnation von Vishnu verstanden, wohingegen die anderen Bücher Rama als menschlichen Helden darstellen. In stilistischer Hinsicht erreichen die neueren Bücher nicht die Meisterschaft der älteren Bücher, dennoch zeichnet sich das Ramayana (im Vergleich zum Mahabharata) durch eine hohe stilistische Geschlossenheit aus. Die drei erhaltenen Rezitationen des Ramayana unterscheiden sich aufgrund der mündlichen Überlieferung beträchtlich, enthalten aber alle sieben Bücher. Manche meinen, dass etwa ein Viertel der erhaltenen Verse als „original“ gelten können und dass vieles durch die Rezitatoren angefügt und verändert worden sei. Aufgrund dessen gilt das Ramayana bei manchen als Epos, obwohl es dem Autor Valmiki zugeschrieben wird.

### Weitere Versionen
Vom Ramayana gibt es zahlreiche Versionen auf Sanskrit, so das Ramayana Champu von König Bhoja, in indischen Regionalsprachen und in anderen Sprachen. Eine bekannte Version auf Tamil ist das von Kamban im 12. Jahrhundert verfasste Kambaramayanam. Im 16. Jahrhundert schrieb Tulsidas in der nordindischen Sprache Awadhi das Ramcaritamanas. Eine auf 3000 Verse gekürzte dramatische Fassung des Kambaramayanam liegt dem religiösen Schattenspiel Tholpavakuthu von Kerala zugrunde.
Mit der Verbreitung der indischen Kultur in Südostasien fand auch das Ramayana im Verlauf des 1. Jahrtausends Eingang in die Überlieferungen Javas (Kakawin Ramayana), Kambodschas (Reamker) und Thailands, wobei mehrere nationale Fassungen oder Weiterentwicklungen entstanden. Eine der bekanntesten ist das thailändische Ramakian, das im späten 18. Jahrhundert auf Initiative von König Rama II. verfasst wurde.

## Inhalt

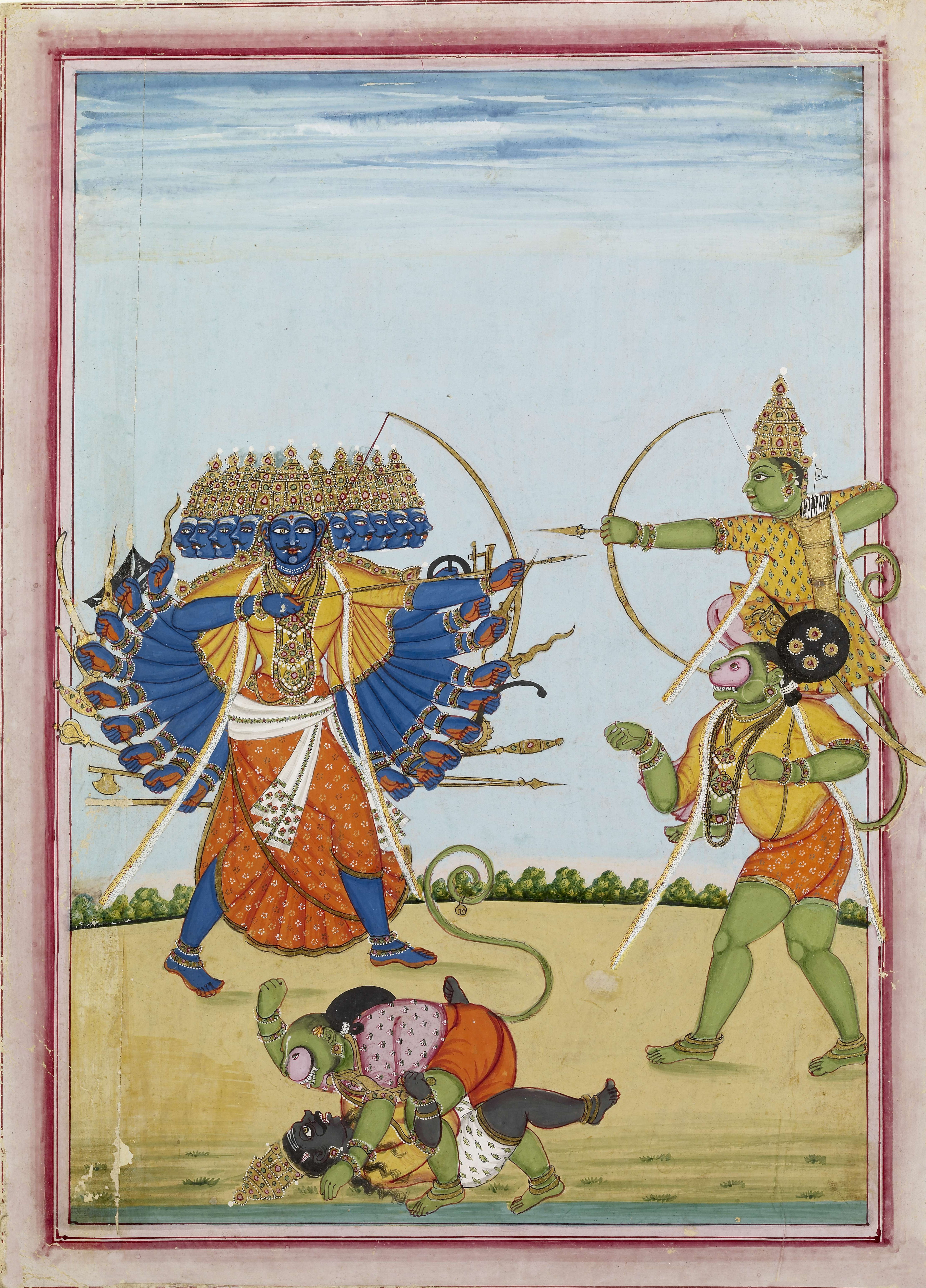
Rama und Hanuman bekämpfen Ravana. Malerei um 1820

Das Ramayana erzählt die Geschichte des Prinzen Rama aus dem Königreich Kosala, der vom Hof seines Vaters Dasharatha in die Waldeinsamkeit verbannt wird und später Ravana, den Fürsten der Dämonen auf Lanka, besiegt.
Sein Vater Dasharatha, der König der Stadt Ayodhya, entschließt sich, ein Pferdeopfer darzubringen, weil er lange Zeit kinderlos geblieben ist. Daraufhin gebären ihm seine drei Ehefrauen vier Söhne: Koushalya den Rama, Kaikeyi den Bharata, Sumitra die Zwillinge Lakshmana und Shatrughana. Als die Söhne herangewachsen sind, ziehen Rama und sein Bruder Lakshmana auf die Bitte des Rishi Vishvamitra zusammen mit diesem aus, um Dämonen zu töten. Dabei kommen sie auch an den Hof des Königs Janaka von Videha, der eine Tochter namens Sita hat. Janaka stellt an jeden, der um seine Tochter werben will, eine Bedingung: nur wer den Bogen der Familie, den ein Ahne von Janaka vom Gott Shiva erhalten hat, spannen kann, dem wird Janaka seine Tochter zur Frau geben. Rama stellt sich der Prüfung, an der schon viele vor ihm gescheitert sind, und kann den Bogen mühelos spannen, sodass er entzweibricht. Er erhält Sita zur Frau, und ein großes Hochzeitsfest wird am Hofe von Videha gefeiert, nachdem Ramas Familie eingetroffen ist. Auch die drei Brüder von Rama ehelichen Prinzessinnen aus Janakas Geschlecht.
Rama soll zum Kronprinzen und Mitregenten geweiht werden. Hier greift Kaikeyi, seine Stiefmutter, mit Hilfe einer buckligen Sklavin ein, um ihren Sohn Bharata zum König zu machen. Durch Intrigen erreicht sie, dass Rama für 14 Jahre in die Verbannung geht, begleitet von Sita und seinem Bruder Lakshmana. Rama verrichtet zahlreiche gute Taten durch die Vernichtung von Dämonen (Rakshasas) und Ungeheuern.
Mit Hilfe einer List entführt der Dämon Ravana Sita nach Lanka. Rama bittet den Affenkönig Sugriva um Unterstützung und dieser beauftragt seinen Minister Hanuman, Rama zu helfen. Im 5. Buch des Ramayana wird Hanumans legendärer Sprung über das Meer zur Insel Lanka beschrieben. Hanuman findet heraus, dass sich Sita in Ravanas Gewalt in Lanka befindet. Rama betet den Wassergott an, ihm zu helfen, die Brücke überqueren zu können. Dieser gibt ihm das Versprechen, dass jeder Stein, den sie ins Wasser legen würden, an der Oberfläche bleibe und sie auf ihn Fuß setzen können. So bauen sie eine gewaltig lange Brücke, um auf die Insel zu gelangen. Sie besiegen nach langen Kämpfen Ravana und können Sita befreien.
Nach dem Ende der Verbannung ziehen Rama und Sita zurück, Bharata überlässt ihnen freiwillig die Krone.
Rama zweifelt jedoch an Sitas Treue und verstößt sie. Sita unterzieht sich der Feuerprobe, d. h. sie steigt auf den Scheiterhaufen. Sie besteht die Feuerprobe und wird Rama zurückgegeben. Damit schließt das alte Gedicht, das die Bücher zwei bis sechs umfasst.

## Aufbau
1. Buch (Bala-Kanda, बालकाण्ड, bālakāṇḍa, Buch der Kindheit)
2. Buch (Ayodhya-Kanda, अयोध्याकाण्ड, ayodhyākāṇḍa, Buch von Ayodhya, Ort des Prinzen Rama in Nordindien)
3. Buch (Aranyaka-Kanda, आरण्यककाण्ड, āraṇyakakāṇḍa, Waldbuch)
4. Buch (Kishkindha-Kanda, किष्किन्धाकाण्ड, kiṣkindhākāṇḍa, Buch von Kishkindha, Ort des Affenprinzes Valin in Südindien)
5. Buch (Sundara Kanda, सुन्दरकाण्ड, sundarakāṇḍa, schönes Buch)
6. Buch (Yuddha-Kanda, युद्धकाण्ड, yuddhakāṇḍa, Buch der Schlacht)
7. Buch (Uttara Kanda, उत्तरकाण्ड, uttarakāṇḍa, letztes Buch)

Das Ramayana ist uns in mehreren Fassungen überliefert, die bedeutend voneinander abweichen. Als spätere Zutat gilt das siebte Buch (Uttarakanda). Es schildert die Geschichte des Dämonen (Rakshasa) Ravana und wie Sita erneut in Ungnade fällt und in der Einsiedelei von Valmiki Zwillinge gebiert. Dort wachsen Kusha und Lava auch auf. Bei einem Pferdeopfer lernt Rama die Söhne Sitas kennen, als sie das Ramayana rezitieren. Er erkennt, dass Sita unschuldig ist, möchte aber, dass sie sich durch einen Schwur reinigt. Alle Götter kommen vom Himmel. Sita faltet ihre Hände, blickt auf die Erde und sagt, sie habe nie an einen anderen Mann als Rama gedacht und Mutter Erde solle sich ihr öffnen. Als der Schwur geleistet ist, erscheint ein himmlischer Thron aus der Erde heraus. Rama bittet Mutter Erde, ihm Sita zurückzugeben, aber vergeblich. Kurz danach gibt Rama die Herrschaft an seine Söhne Kusha und Lava ab und fährt in den Himmel, wo er wieder zu Vishnu wird.
Als Inkarnation Vishnus wird Rama erst in späteren Fassungen des Ramayana gesehen. In der Originalfassung Valmikis wird er als ganz normaler Mensch dargestellt, jedoch als einer mit ungewöhnlicher Kraft und vorbildlicher Herzensbildung.
Rama ist der mustergültige Mensch nach den Vorstellungen der Priester. Sita gilt als Vorbild für eheliche Treue. Das Ramayana ist reich an sehr poetischen Episoden und hat seinen einheitlichen Charakter bewahrt, obwohl es mehrfach überarbeitet worden ist.

## Zitat
- „Das Ramayana ist in Indien … eine lebendige Kraft. In Übersetzungen und Bearbeitungen und auf jene vielfältige Art, in der Überlieferungen und Legenden sich ausbreiten und Bestandteil der Lebensweise eines Volkes werden.“ Jawaharlal Nehru

### Textausgabe
- Vālmīki: Rāmāyaṇa. Critical Edition. Hrsg. v. G H Bhatt u. Umakant Premanand Shah. 7 Bände. Oriental Institute, Baroda 1960–1975.
- The Vālmīki Rāmāyaṇa according to Southern recension. Hrsg. v. T. R. Krishnacharya. Kumbakonam 1905. Nachdruck: 2 Bände. Sri Satguru Publ., Delhi 1982.
- Valmiki Ramayana. Hrsg. v. Gaspare Gorresio. 7 Bände. Parigi 1843–1867. Neuausgabe: Indian Heritage Trust, Madras 1980–1982.
- The Râmâyaṇa of Vâlmîki. With the commentary (Tilaka) of Râma. Hrsg. v. Kâśînāth Pâṇdurang. 2 Bände. Nirṇaya-Sâgara Press, Bombay 1888. Bombay-Ausgabe.

### Übersetzungen
- Vālmīki: Rāmāyaṇa. Übersetzung von Dirk E. Büchner in einer geplanten siebenteiligen Gesamtfassung:
  - Band 1: Bāla-Kāṇḍa. Govinda-Verlag, Zürich 2012, ISBN 978-3-905831-10-8.
  - Band 2: Ayodhyā-Kāṇḍa. Govinda-Verlag, Zürich 2013, ISBN 978-3-905831-23-8.
  - Band 3: Araṇya-Kāṇḍa. Govinda-Verlag, Zürich 2014, ISBN 978-3-905831-37-5.
  - Band 4: Kiṣkindhā-Kāṇḍa. Govinda-Verlag, Zürich 2017, ISBN 978-3-905831-47-4.
- Valmiki: Ramayana. Die Geschichte vom Prinzen Rama, der schönen Sita und dem Affen Hanuman. Übersetzung von Claudia Schmölders. Nachwort von Günter Metken. Heyne, München 1996, ISBN 3-453-12000-0. 
  - Neuausgabe: Hugendubel, München 2004, ISBN 3-89631-431-9 (folgt der dreibändigen englischen Übersetzung von Hari Prasas Shastri).
- Ramayana die Geschichte vom Prinzen Rama, der schönen Sita und Dem Großen Affen Hanuman. Übersetzt und herausgegeben von Claudia Schmölders, Diederichs Verlag, München 1994, ISBN 3-424-00745-5 (= Diederichs Gelbe Reihe, Band 45, Indien).

### Sekundärliteratur
- Mandakranta Bose (Hrsg.): The Ramayana Revisited. Oxford University Press, Oxford 2004.
- John L. Brockington: Righteous Rāma. The Evolution of an Epic. Oxford University Press, Delhi 1984.
- Helmuth von Glasenapp: Zwei philosophische Râmâyaṇas (= Abhandlungen der Akademie der Wissenschaften und der Literatur. Geistes- und sozialwissenschaftliche Klasse. Jahrgang 1951, Band 6). Verlag der Wissenschaften und der Literatur in Mainz (in Kommission bei Franz Steiner Verlag, Wiesbaden).
- Hermann Jakobi: Das Râmâyaṇa. Geschichte und Inhalt nebst Concordanz der gedruckten Recensionen. Friedrich Cohen, Bonn 1893. Nachdruck: Wissenschaftliche Buchgesellschaft, Darmstadt 1970.
- Paula Richman (Hrsg.): Many Rāmāyaṇas. The Diversity of a Narrative Tradition in South Asia. University of California Press, Berkley 1991 (Online verfügbar).
- Leendert Antonius van Daalen: Valmiki’s Sanskrit (= Orientalia Rheno-Traiectina, XXV). Brill, Leiden 1980.